# Olimpiów
Olimpiów [pronunciación en polaco: /ɔˈlimpjuf/] es un pueblo ubicado en el distrito administrativo de Gmina Mniszków, dentro del Distrito de Opoczno, Voivodato de Łódź, en Polonia central.